# Фруктовий пояс

Фруктові пояси Мічигану і озера Ері

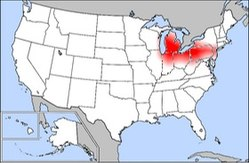

Фруктовий пояс (англ. Fruit Belt) — регіон у Сполучених Штатах Америки, мікроклімат якого створює хороші умови для вирощування фруктів.
Фруктові пояса зосереджені навколо району Великих озер, зокрема, в Західному Мічигані (так званий Фруктовий хребет), Північному Нижньому Мічигані, і на південному березі озера Ері. Умови, які створюють мікроклімат, сприятливий для вирощування фруктів, в свою чергу сприяють появі снігового ефекту озера. Через це територія фруктових поясів частково збігається з територією снігового пояса. Фруктовий пояс також існує в штаті Вашингтон.